# 勒芒战役
勒芒战役（法語：Bataille du Mans）是1871年1月10日至12日普法战争期间，法国在萨尔特省的勒芒地区，对普鲁士王国的一场决定性战役。法军在战役中失败后，结束了法军在法国西部的所有抵抗活动。

## 背景
1870年的秋天，普鲁士在色当会战和梅斯围城战役击败法兰西帝国的军队之后，普鲁士军团在总参谋长赫尔穆特·卡尔·贝恩哈特·冯·毛奇的指挥下，包围了法国首都巴黎。1870年9月4日，巴黎民众爆发革命，建立法兰西第三共和国政权。法国国防政府不愿意接受普鲁士提出割地赔偿的和平协议，决定继续进行战争，并建立新的军团对抗普鲁士军队。
1870年11月9日，普鲁士巴伐利亚第一军团在库尔米耶尔战役之后，加入了弗里德里希·弗朗茨二世公爵的军队。随后普鲁士设在凡尔赛地区的参谋部假定法国的主要力量将在勒芒地区集结，这种错误判断的原因之一是早前在德勒的一场战斗。因此，弗里德里希·弗朗茨二世公爵指挥他的军团朝着勒芒前进，但是他在当地沒有找到法军的主力部队，而是遇到法军小型游击部队和狙击手，这大大阻碍了他的行动。勒芒周围地区的法国防线部队（第21军团和布列塔尼新兵）因此避免了战斗。
库尔米耶尔战役胜利之后，法国卢瓦尔军团仍在奥尔良附近进行掩护，同时继续训练其士兵。11月底，弗里德里希·弗朗茨二世公爵率领军队转向南方和卢瓦尔河谷前进，他及时到达参与了奥尔良战役。法国第21军团仍留在勒芒，因此没有参加这些战斗。
1870年12月2日至4日，法军在奥尔良战役战败和城市失守之后，卢瓦尔军团在路易·让-巴蒂斯特·多雷勒·德·帕拉迪纳率领下向勒芒方向撤退，他负上战败的责任，被解除了军团指挥权。卢瓦尔军团之后被分成两个部分，分别加入由法军将领夏尔-德尼·布尔巴基组建的东方军团和安托万·尚齐组建的卢瓦尔第二军团。

## 战役前期
普鲁士在占领奥尔良之后，立刻对卢瓦尔军团进行追击，但卢瓦尔军团留下一系列后卫部队应付普军的追击，成功以有条不紊的方式向勒芒撤退。12月8日，法军在博让西发起一场有限度的反击，在这段时期，来自奥尔良的法军与从勒芒进军的部队合并，形成了一支由10万人组成的部队。12月10日，法军在博让西战役结束之后，安托万·尚齐率领的卢瓦尔河军成功摆脱普军的追击于12月15日撤退至勒芒。
一直在追击法军的腓特烈·卡爾亲王的军队，在途中经历小型的战斗之后，在12月13日攻占了布卢瓦，之后在12月17日攻占旺多姆。由于受到冬天解冻后的大雨天气影响，加上普军的后勤路线已经处于极限，因此很难进行较大规模的移动。腓特烈·卡爾亲王认为不应该冒险迅速前进，决定停止追击。普法双方也利用这段时间，用来重组和集结其他部队。

## 战前局势

### 普鲁士局势

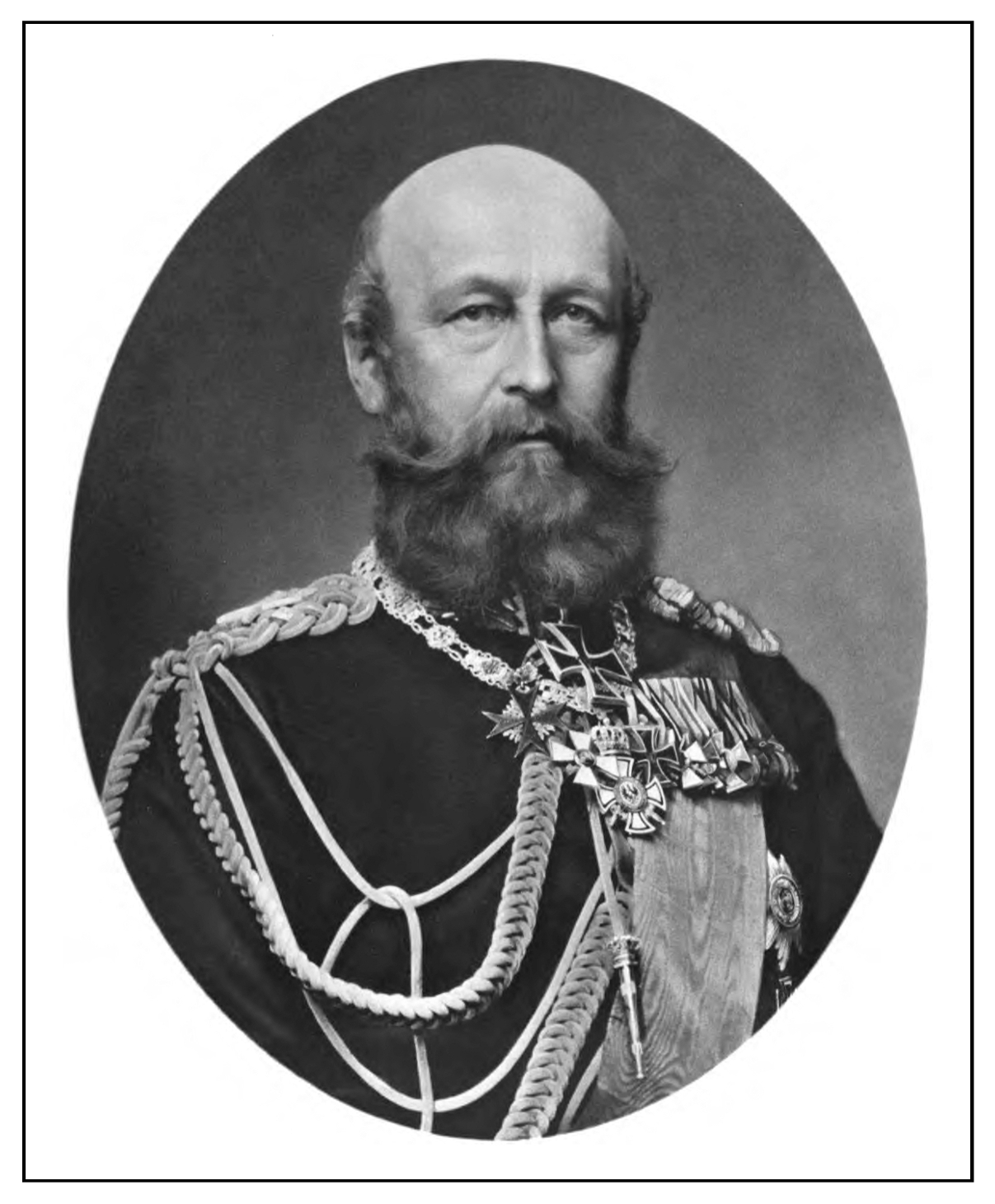
普鲁士腓特烈·卡爾亲王

持续的追击也为普鲁士军队造成了损失，腓特烈·卡爾亲王率领的第二军团大部分步兵主要由经验不足的新兵组成，因此军队不习惯长征。加上持续的降雨使道路变得泥泞不平，阻碍了普鲁士的行军，而丘陵地区也有利于敌军伏击，普军对此只能暂停所有战斗行动。隶属弗里德里希·弗朗茨二世公爵分队的巴伐利亚第一军团则加入了巴黎包围战的行列，这支部队一直在巴黎战斗直到战争结束。
1871年1月1日，普鲁士参谋部命令腓特烈·卡爾率领第2军团从旺多姆和布卢瓦之間向西推进，联同由冯·阿尔文斯莱本的第3军团，康斯坦丁·伯恩哈德·冯·沃格茨-里茨的第10军团，弗雷德里克·弗朗索瓦·德·麦克雷堡公爵的第13军，第9步兵第18步兵师组成军（冯·曼斯坦指挥）和四个骑兵师（第一，第二，第四和第六），共有58,000个步兵，15,000个骑兵和324门大炮。

### 法国局势

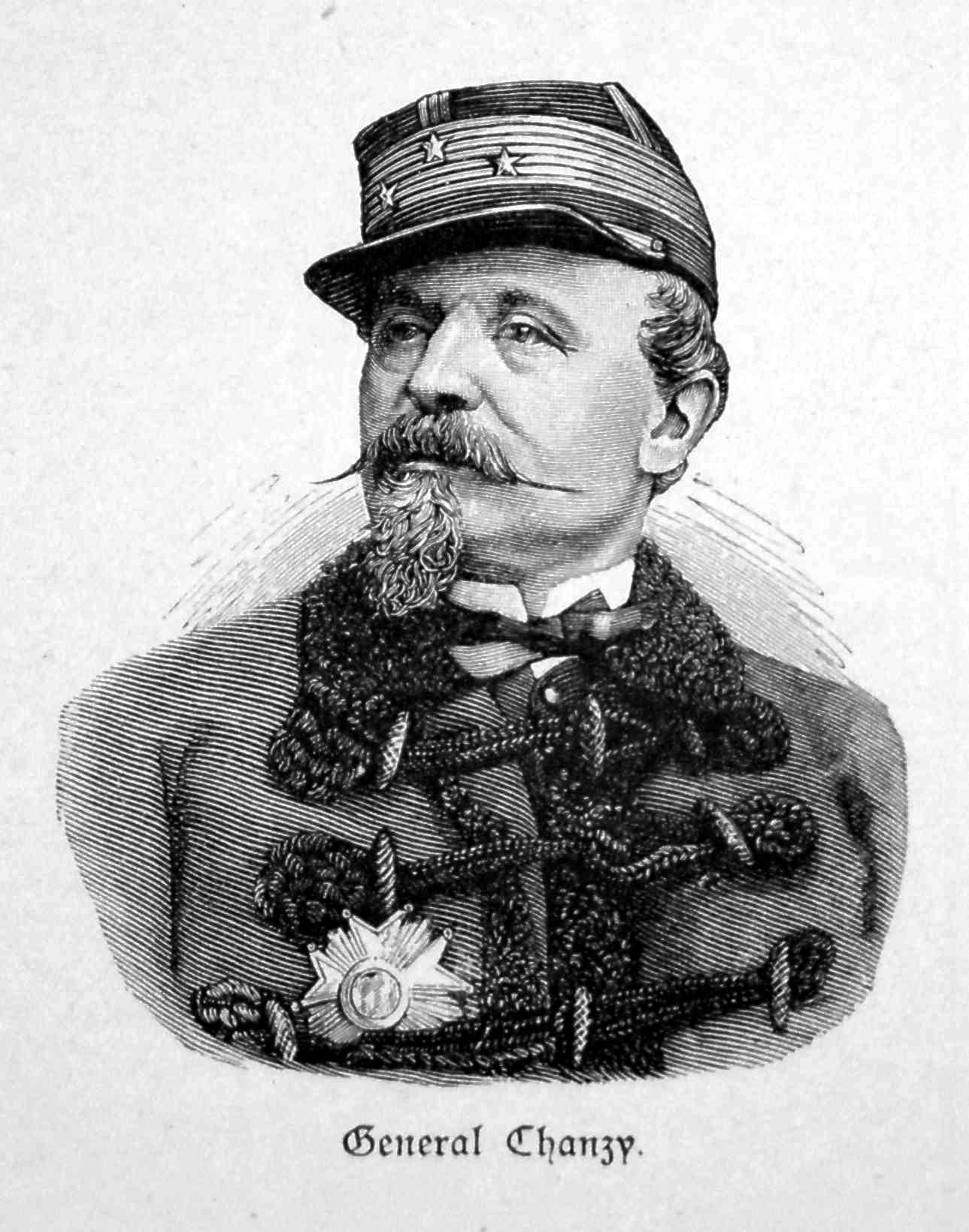
法军将领安托万·尚齐

勒芒是个铁路枢纽，有铁路连接南特和巴黎，也有通往法国南部的铁路，因此也为法军提供了退路。安托万·尚齐在抵达后开始为防御做好准备。勒芒这座城市没有重要的地理或防御要塞，加上卢瓦尔军主要是由沒有作战经验的平民志愿者、从西部战役撤退的法军和一些准军事部队组成，因此没有强大的作战能力。
到12月底，在安托万·尚齐的领导下，共有15万法国士兵聚集在勒芒，继续进行军事训练，但这支部队的武装大多破旧不堪，难以发展作用。该部队成立的目的原本是与巴黎的部队进行协同进攻。安托万·尚齐整合法军第16军，第17军和第21军组成军团核心后，加入了卢瓦尔军团的单位，在之后的时间，又有几支志愿队加入，由于规模庞大，各个军团之间存在协调问题。在这15万名士兵中，有三分之一在1月的战役开始前都没有开枪的经历，而且法国第21军也没有在奥尔良打过仗。普鲁士军团于1871年1月1日决定在卢瓦尔第二军团的重组完成之前，向勒芒进军，以便击败这条战线的敌人。
安托万·尚齐曾向法国国防政府提交了计划，要求对在巴黎包围的普军攻城部队再发一次攻击。但政府说服他要等到一月的第二周，届时将在瑟堡和维耶尔宗增建新的军团支援。法国的计划是对普鲁士施加尽可能多的消耗，以软化其和平条件。
为了阻扰普鲁士的体整，安托万·尚齐于12月27日派遣一个师的兵力伏击普军两个营，但普军奋力还击。之后，法国纵队于12月31日袭击了旺多姆镇的普鲁士阵地，但遭到击败。

## 开战

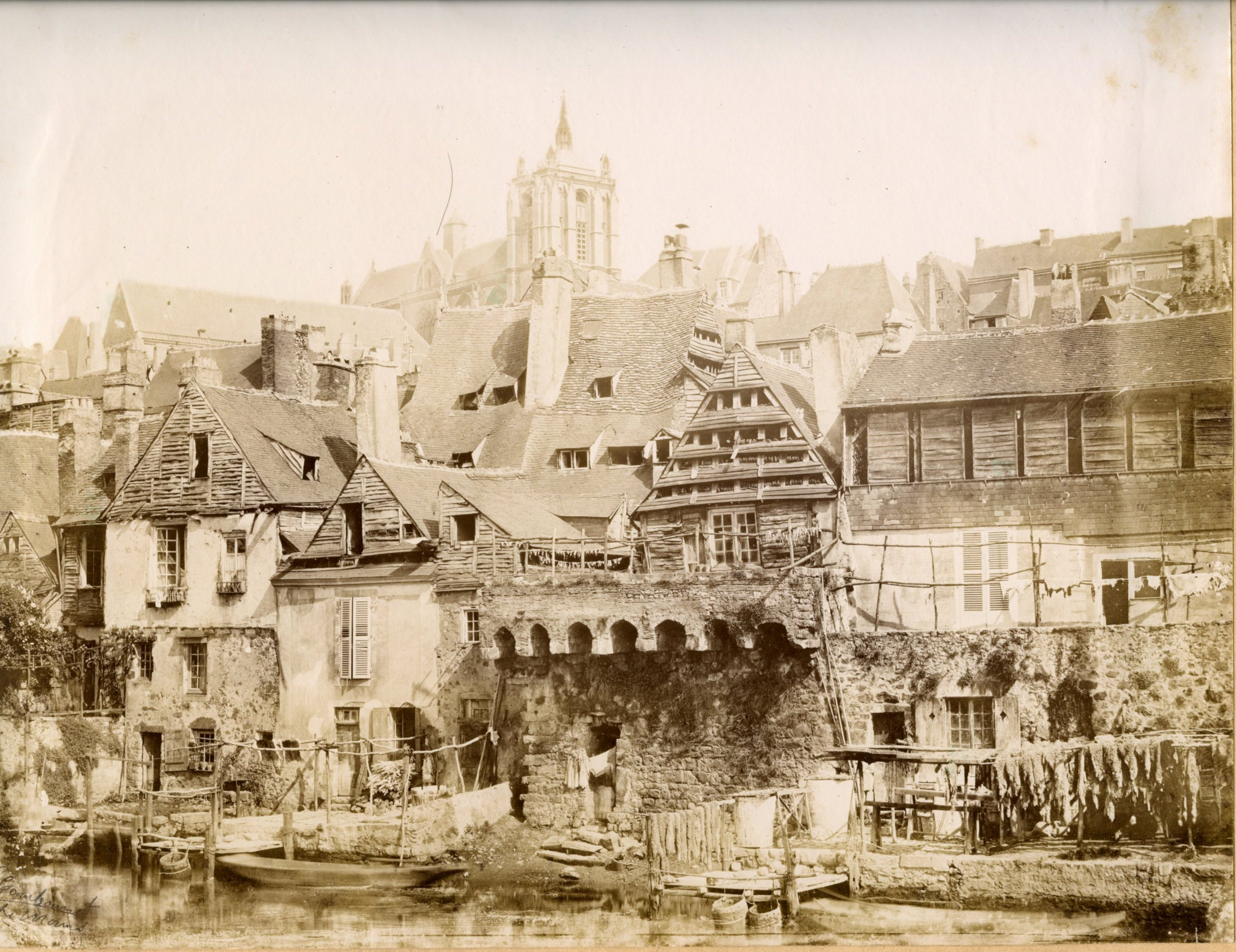
勒芒战役中，被战火破坏的城市

1871年1月6日，腓特烈·卡爾展开大范围的包围，开始进攻勒芒的法军。普鲁士弗雷德里克·弗朗索瓦·德·麦克雷堡公爵辖下的第13军团在沿着瑟涅河的右翼前进。康斯坦丁·伯恩哈德·冯·沃格茨-里茨将军领导的第10军团沿着卢瓦尔河左翼前进。在中心，第三军和第九军在通往勒芒的主要道路上紧随其后。
普军成功击败法军在勒芒外围的进攻，并向西追赶法军的撤退部队，普军所使用的前进路线与安托万·尚齐的军队在几周前一样。法军利用拖延战术和艰难的地形并没有成功阻止普军在六天内前进50英里，安托万·尚齐因普军的进攻速度而感到愤怒，并于1月8日命令他最值得信赖的部下伯納德·若雷吉貝里指挥法军纵队以阻止普军的进攻。同日，法军成功阻碍了普鲁士第10军团的前进，但中央的两个普军军团几乎没有影响继续前进。1月9日，安托万·尚齐派出一个师在Ardenay地区设下防线，在雪中一直坚守到夜幕降临。法军的拖延行动无法阻止普军包围勒芒的进攻速度，1月10日，安托万·尚齐决定发起了全面的反攻，以争取时间为他在勒芒的防御作准备。

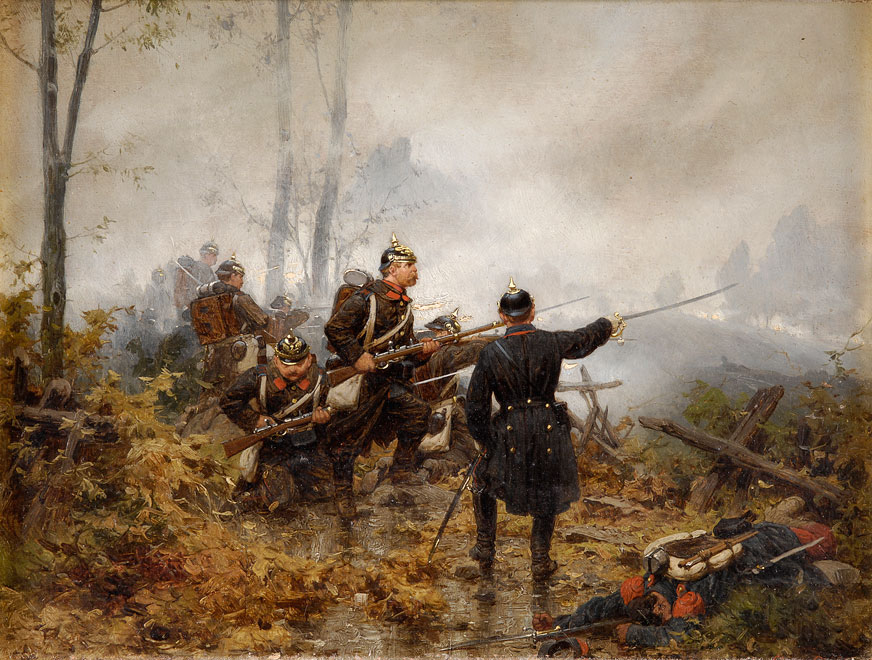
普鲁士第17步兵团在勒芒战役中战斗

法国军队因为士气低落，装备不足，许多弹药都被雨水浸湿，这使普军在对抗法军陈旧的火器上占有很大的优势。安托万·尚齐仍然命令他的部队在普军进入勒芒之前准备好防线。1月10日，普军突破了法军左翼部队，法军其侧翼几乎也被击溃，直到其炮兵发动反击后才阻止了普军的进攻。普军之后发动了一次大胆的进攻，使法军的右翼部队不堪重负，许多法军开始丢弃武器逃走。伯納德·若雷吉貝里试图集结残破的法军部队发动反击，但最终没有这样做。普军成功占领法军的阵地后，法军在1月12日宣布撤出勒芒。

## 结果
普鲁士腓特烈·卡爾亲王的补给线也很吃紧，他的军团在卢瓦尔河沿岸的战斗中也精疲力尽，以至于他没有追击法军部队。普鲁士第2军团在战役中损失了200名军官和3200名士兵，但俘虏了2万名法军，并从敌人手中夺走了17门大炮和2面军团旗帜。法军首先撤退到阿朗松，然后于1月13日撤退拉瓦勒。安托万·尚齐尝试重组军团，但他饥饿而又疲惫的军队无法采取行动。直到1月29日普法双方签订停战协议为止，普军与卢瓦尔军团之间再没有进行重大战斗。
法军在勒芒的撤军变成了大溃败，法军之中由平民组成的士兵展开大逃亡，一些正规军单部也有序的撤离，这体现了民兵与常规部队之间存在的差异。法国卢瓦尔军团在这场战斗中，总共15万名士兵中损失了将近100,000名，其中一半是逃兵，有29,000名士兵死伤，受伤或被俘，其余人员向西撤退至拉瓦勒。1月13日晚上，普鲁士第20师追踪到法军在孔利的大营地。该营地是布列塔尼地区部署单位的补给品，剩下许多设备和重型武器，这些设备和重型武器已于1月16日到达。卢瓦尔军团在遭受沉重的损失之后不再对普鲁士构成威胁，安托万·尚齐也预科到将来已不再可能重组军队而选择放弃战争，卢瓦尔军团也形同解散，结束了法国在西部地区的抵抗活动。

## 備註
1. ↑  在一些文献中，1月10日至之前的战斗并未计入这场战役之中，而是作为一次部署，因此该战斗本身仅给出了两天的时间。
2. ↑  该营地的指挥官后来指责安托万·尚齐牺牲了他们，导致该单位沒有足够的武器，与来袭的普军战斗